# Ruta 43 (Uruguay)
La Ruta 43 es una de las Rutas nacionales de Uruguay que atraviesa los departametos de Durazno y Tacuarembó. Su recorrido total es de aproximadamente 130 km.

## Trazado
Esta carretera comienza en la Ruta 6 a unos 35 km al norte de la ciudad de Sarandí del Yí en una zona conocida como "Comercio Sainz" en el departamento de Durazno, desde allí parte con dirección hacia el noroeste hasta la localidad de Blanquillo. Luego de atravesar dicha localidad continúa su recorrido unos 35 km más hasta las orillas del Río Negro, frente a la localidad de San Gregorio de Polanco. No existe puente sobre el río, sino que allí funciona una balsa que transporta vehículos y personas de una orilla a la otra, este lugar es conocido como "Puerto Romero".
El siguiente tramo comienza en la localidad de San Gregorio de Polanco, en el departamento de Tacuarembó, que la une con la localidad de Achar y la  Ruta 5, dónde finaliza su recorrido.

## Denominación
En 2018, se designó al tramo de esta carretera comprendido entre la ruta 5 y el acceso a la planta urbana de San Gregorio de Polanco, con el nombre Ingeniero Manuel Rodríguez Correa, según Ley 19647 del 10 de agosto de ese año.

## Hoja de ruta

### Tramo Ruta 6 - Río Negro

#### Durazno
Kilometraje numerado en sentido sureste-noroeste.
- km 000.000: Extremo sureste: Empalme con ruta 6:
  - Noreste: a ruta 19, Capilla Farruco y La Paloma.
  - Suroeste:  a ruta 19, Sarandí del Yí y Montevideo.
- km 029.000: Empalme con ruta 42:
  - Suroeste: a ruta 19.
- km 031.500: Inicia planta urbana de Blanquillo.
- km 032.700: Fin planta urbana de Blanquillo.
- km 069.000: Río Negro, acceso a cruce en balsa a San Gregorio de Polanco.

### Tramo Ruta 5 - San Gregorio de Polanco
Kilometraje numerado en sentido noroeste-sureste.

#### Tacuarembó
- km 000.000: Extremo noroeste: Empalme con ruta 5:
  - Sur: a Paso de los Toros, Durazno y Montevideo.
  - Norte: a Tacuarembó y Rivera.
- km 007.100: Arroyo Cardozo Grande.
- km 009.200: Pasaje a nivel vía férrea, ramal Paso de los Toros-Rivera.
- km 010.000: Acceso a Achar.
- km 028.900: Empalme con ruta 59:
  - Noreste: a Clara (35km).
- km 044.500: Empalme con ramal a ruta 59.
- km 045.600: Poblado Cerro Chato.
- km 054.500: Finaliza jurisdicción nacional
- km 055.700: Inicia planta sub urbana San Gregorio de Polanco

## Características
Estado y tipo de construcción de la carretera según el tramo 
| Tramo                              | Tipo de Red | Tipo de Construcción   | Estado |
| ---------------------------------- | ----------- | ---------------------- | ------ |
| Comercio Sainz-Blanquillo          | Terciaria   | Tosca                  | Malo   |
| Blanquillo-San Gregorio de Polanco | Terciaria   | Tosca                  | Malo   |
| San Gregorio de Polanco-Ruta 5     | Secundaria  | Tratamiento bituminoso | Buena  |